# Sepp De Roover
Sepp De Roover (12 de novembro de 1984) é um futebolista profissional belga.

## Carreira
De Roover integrou o elenco da Seleção Belga de Futebol,  que competiu nos Jogos Olímpicos de Verão de 2008.. 